# Ángela Pérez de Barradas y Bernuy
Ángela Pérez de Barradas y Bernuy, död 1903, var en spansk filantrop och salongsvärd.  Hon var känd för sin filantropi och för den politiska salong hon höll. 